# فرودگاه بیورتن نورته
فرودگاه بیورتن نورته (به انگلیسی: Beaverton North Aerodrome) یک فرودگاه خصوصی است که یک باند فرود چمن دارد و طول باند آن ۶۵۱ متر است. این فرودگاه در کشور کانادا قرار دارد و در ارتفاع ۲۴۴ متری از سطح دریا واقع شده‌است.